# Isla de las Serpientes

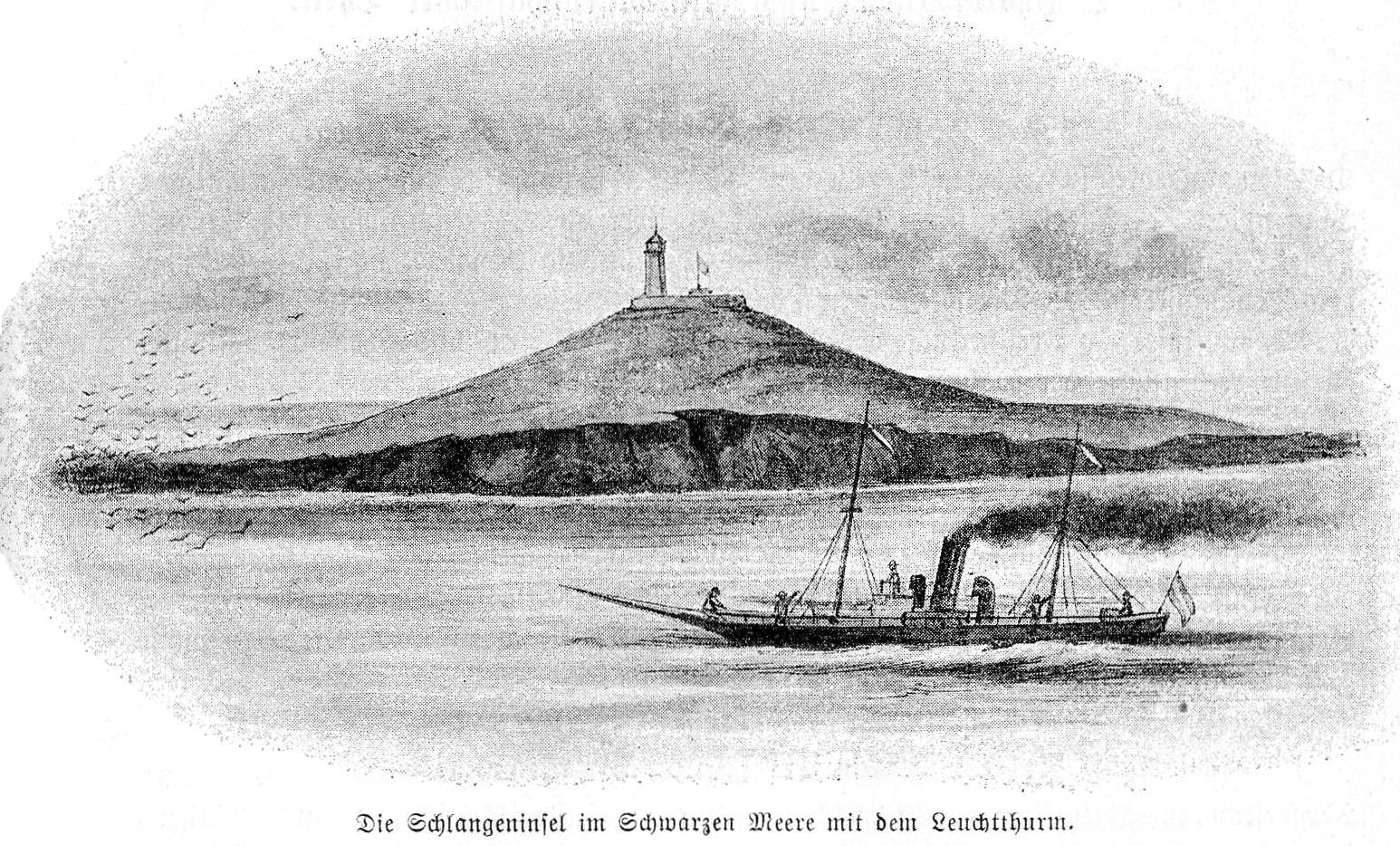
Grabado mostrando la isla de las Serpientes en 1896

La isla de las Serpientes (en rumano: insula Șerpilor; en ucraniano: Зміїний острів; en griego antiguo: Λευκή; en griego moderno, Φιδονήσι; en turco: Yılan Adası) es una isla rocosa situada en el mar Negro, a 45 km de las costas de Rumanía y Ucrania. Actualmente la isla pertenece a Ucrania. La URSS la ocupó al final de la Segunda Guerra Mundial, viéndose forzada la República Popular de Rumania a cederla en 1948 mediante un protocolo simple y secreto firmado por la ministra de asuntos exteriores rumana Ana Pauker sin el permiso del gobierno rumano y sin consulta previa al pueblo de Rumanía. En ella se encuentra el municipio de Bile.
La isla ha sido conocida desde la Antigüedad clásica, y durante esa época albergó un templo griego dedicado al héroe de la guerra de Troya Aquiles.
Aunque la isla está poblada, se informó de que tenía menos de 30 habitantes en 2012. En febrero de 2007 se fundó un pueblo, Bile, con el propósito de consolidar el estado de la isla como un lugar habitado. Esto sucedió durante el período en el que la isla fue parte de una disputa fronteriza entre Rumania y Ucrania de 2004 a 2009, durante la que Rumania cuestionó la definición técnica de la isla y las fronteras a su alrededor. Los límites territoriales de la plataforma continental alrededor de la Isla de las Serpientes fueron delimitados por la Corte Internacional de Justicia en 2009, proporcionó a Rumania casi el 80% del territorio marítimo en disputa.
Hoy en día, se administra como parte del Óblast de Odesa perteneciente a Ucrania, aunque en 2022 se ha visto envuelta en el conflicto bélico provocado por la invasión rusa de Ucrania.

## Ubicación
La isla de las Serpientes es una formación rocosa ubicada a casi 45 km al este del delta del Danubio (a 44,8 km del pueblo de Sulina), en las coordenadas 45° 15′ 15″ latitud norte y 30°12'12" longitud este.
La roca está cerca de la parte ucraniana del delta del Danubio. La tierra más cercana es la isla Kubanski (en rumano: Cobana)[cita requerida] situada en el brazo de Kilia (Chilia), la parte ucraniana del delta del Danubio. El pueblo rumano más cercano es Sulina, a 45 km. El pueblo ucraniano más cercano es Vylkove (Vâlcov), a 50 km de la isla.
La roca tiene forma de X, de 662 metros por 440 metros, con una superficie de 0.17 km². El punto más alto está a 41 m sobre el nivel del mar.

## Leyenda de Aquiles
Alejandro Núñez Alonso, en su obra El denario de plata, relata que en lo alto de la isla existe una planicie donde se halla el santuario de Aquiles compuesto por «dos columnas monolíticas sosteniendo una enorme losa que hacía de techo. En el suelo, otra losa de piedra negra del país del Ponto con una inscripción borrosa en arcaicos signos jónicos» que se supone decía: «Aquí reposan los huesos de Aquiles que cayó en Troya, por un dardo de Paris, vengador de Hector. Su cuerpo fue traído a hombros de veintiún taxiarcas en una nave que cruzó el Ponto, durante seis días y cinco noches, guardando ayuno. Su espíritu inmortal se aposenta sobre la hospitalaria Leuce. Los dioses, celosos de su honra, lo arrebataron al mundo».

## Historia de la isla
Históricamente, la isla de las Serpientes ha pasado alternativamente a ser parte de distintos países, casi siempre vinculada a la pertenencia de las desembocaduras del Danubio.

### De la Antigüedad a la Edad Moderna
Después de los tiempos de posesión griega, bastarní, persa, romana y bizantina, la isla de las Serpientes formó parte de la thema de Paradunavon, y más adelante fue posesión genovesa. Posteriormente quedó bajo el dominio de los príncipes rumanos Dobrotitsa y Mircea el Viejo. 
Las Crónicas de Núremberg señalan que "los rumanos vivían en la famosa isla de los antiguos, Peuce". Con este nombre, Peuce, se nombraba incluso el delta del Danubio. 
En los tiempos del reinado de Mircea el Viejo (1386-1418), el poder del príncipe fue ejercido en las dos partes del Danubio hasta sus desembocaduras y las costas del mar Negro, incluyendo la isla de Las Serpientes. En el año 1484 la isla pasó a ser un dominio otomano. 
En unas crónicas de ese tiempo que muestra las relaciones de Esteban III de Moldavia (conocido como Esteban el Grande, Stefan cel Mare en rumano) con unas colonias genovesas ubicadas en las costas del mar Negro, figura que esta parte del mar era un "lago moldavo", y el príncipe era dueño de esta isla también. Muchas veces, los buques del príncipe moldavo habían capturado cerca de la isla buques tártaros, enviados para tomar como esclavos a jóvenes genoveses y saquear las riquezas de la ciudad de Caffa (hoy Feodosia, una colonia genovesa de Crimea, de donde era la esposa del príncipe). Pero, en 1848, la isla fue cedida a los turcos con las ciudades de Chilia y de Cetatea Alba, y Moldavia perdió su flota. 
Muchas baladas y poesías rumanas, pero también búlgaras y rusas, contienen testimonios de que los rumanos han sido dueños de las desembocaduras del Danubio, siendo también dueños de la región de Dobrogea y de las costas del mar Negro. Una canción cosaca sobre el príncipe Petru Rares dice que él tenía relación con "sus hermanos del Danubio/ que eran dueños de los pantanos y del mar".
El historiador Nicolae Iorga afirma que las desembocaduras del Danubio fueron el lugar donde el judele de los godos Atanarico fue derrotado por el emperador romano Valente (367-389), y que Atanarico llegó a la isla para aceptar, bajo juramento, un nuevo tratado; según el que "una vez más, el Danubio será establecido por frontera".
En los siglos XVIII-XIX, se produjeron numerosas guerras entre el Imperio Otomano y el Imperio ruso, que tuvieron como resultado el cambio de posesión de la región Dobrogea y de las desembocaduras del Danubio entre los dos imperios. 
En este periodo los griegos cambiaron el nombre de la isla a Fidonisi (que significa en el idioma griego "La isla de las Serpientes"). Est topónimo dio nombre a la batalla naval de Fidonisi, que tuvo lugar entre las flotas marítimas del Imperio otomano y del Ruso cerca de la isla en el año 1788 durante la Guerra ruso-turca (1787-1792). Tras la Guerra ruso-turca (1828-1829), la isla pasó a formar parte del Imperio ruso, que la perdió a favor de Rumania tras la Guerra de Crimea.

### SigloXIX
Aunque el Tratado de Bucarest en el año 1812 (que significó la anexión de la Besarabia) decía que las islas del Danubio no serían ocupadas, pero Rusia se las anexionó y también este territorio. La frontera entre Rusia y Turquía fue establecida por el brazo de Chilia. El Tratado de Adrianópolis firmado entre Rusia y Turquía entre los días 2 y el 14 de septiembre de 1829, cambió la frontera entre Besarabia y Dobrogea desde el brazo de Chilia (el canal Oceacov), al brazo de Sfântu Gheorghe (San Jorge), (artículo 3). De esta forma, Rusia se aseguró su control sobre el Danubio, anexionándose sus desembocaduras. Aunque en el tratado no hay ninguna referencia directa a la isla de las Serpientes, la isla fue anexionada a Rusia, que contrató en el año 1842 a una compañía inglesa para construir en la isla un faro con el fin de dirigir la navegación en el mar Negro. 
Después de la Guerra de Crimea, con el Tratado de Paz de París del 26 de diciembre de 1856, Rusia perdió el delta del Danubio y la parte sur de Besarabia (las comarcas de Cahul, Bolgrad e Ismail). Al principio, Turquía pidió la posible liberación de la ciudad de Akkerman (Cetatea Alba) de Rusia a favor de Moldavia, si Moldavia renunciaba a la isla de las Serpientes y al delta del Danubio. Finalmente Turquía reconquistó el delta del Danubio sin que Moldavia recuperase la ciudad Cetatea Alba. 
Aunque estos territorios deberían volver al estado rumano al 6 de enero de 1857, se firmó un protocolo en París entre los ministros plenipotenciarios de los poderes que habían participado en la finalización del Tratado de París (1856) que decidía otras medidas.
Con ese protocolo se estableció que la isla de las Serpientes perteneciese al estado que controlase el delta del Danubio, en ese caso al Imperio Otomano, que debería tener en la isla un faro para asegurar la navegación de los buques que pasaban por el Danubio hasta el puerto ruso de Odesa. El Tratado adicional de París de 19 de junio de 1857 confirmó esta situación. 
Con el Tratado preliminar de San Stefano (19 de febrero a 3 de marzo de 1878), firmado después de la guerra rumano-rusa-turca en 1877, Rusia pidió a Turquía, contra la voluntad de los grandes poderes europeos y contra la voluntad de Rumanía, que, para las compensaciones de guerra que sumaban 410 millones de rublos, cediese a favor de Rusia los territorios siguientes: la zona Tulcea (la parte norte de Dobrogea) con los distritos de Chilia, Sulina, Mahmudia, Isaccea, Tulcea, Macin, Babadag, Harsova, Constanta y Medgidia; las islas del delta del Danubio y también la isla de las Serpientes. Después Rusia declaró que quería cambiar estos territorios con Rumania por la parte sur de Besarabia (los distritos de Cahul e Ismail), con la frontera al sur por el brazo de Chilia hasta la desembocadura del brazo de Istambul (un brazo secundario del brazo de Chilia) (artículo 19, línea a-d,a).
El Tratado de Berlín del 13 de julio de 1878 confirmó la anexión del sur de Besarabia a favor de Rusia (las dos comarcas eran parte del Principado de Moldavia en el año 1856), con la frontera al oeste por el curso del río Prut, al sur por el brazo de Chilia y la desembocadura del brazo de Istambul. Conforme con el artículo 45, la parte sur de Dobrogea al este de Silistra hasta Yilanlik, al sur de Mangalia fue recuperada de Rumanía (la frontera actual). Además, en el artículo 46 se mencionaba que «Tanto las islas del delta del Danubio, al igual que la isla de las Serpientes y la zona Tulcea serán añadidas a Rumanía» (Anexo 1).

### SigloXX
En la Primera Guerra Mundial, en 1917, el buque de guerra alemán Breslau bombardeó la isla de las Serpientes, destruyendo el faro construido por los ingleses (fue reconstruido por Rumanía en 1922). 
El Tratado de Paz de Versalles del 28 de octubre de 1920 fortaleció el derecho de posesión rumano sobre la isla de las Serpientes. La situación jurídica de la isla se mantuvo sin cambios hasta el comienzo de la Segunda Guerra Mundial. La Conferencia de Sinaia en 18 de agosto de 1938 puso bajo la administración de Rumanía la totalidad de la zona marítima del Danubio y la isla de las Serpientes. 
Tanto los ultimátums del 26 y del 28 de junio de 1940, con los que la URSS se anexionó Besarabia y el norte de Bucovina, como las discusiones en el seno de la Comisión Mixta para establecer la frontera por el curso del Danubio entre las delegaciones rumana y soviética (septiembre-octubre 1940), no hicieron ninguna referencia a la isla de las Serpientes. Con lo cual, en lo que se supone la frontera sur de Besarabia, se han mantenido las disposiciones del Tratado de Berlín del año 1878, cuando las comarcas de Cahul e Ismail fueron anexionadas por Rusia. 
Desde agosto de 1941 hasta agosto de 1944, la isla de las Serpientes estuvo bajo la administración de la Comandancia alemana "Schwarzes Meer", pero el 28 de agosto de 1944 un destacamento de marineros soviéticos ocupó la isla, apresando a dos alemanes.

Fronteras marítimas reclamadas por Rumanía y Ucrania y la establecida por la sentencia de la Corte Internacional de Justicia en 2009

En la Conferencia de Paz de París mantenida del 29 de julio al 15 de octubre de 1946, la delegación soviética presentó, en el contexto de las discusiones sobre la frontera con Rumanía, un mapa hecho en Moscú a una escala muy pequeña de 1/1.500.000, donde figuraban varias inexactitudes. Debido a la insistencia de la delegación rumana, la parte soviética cambió el mapa, corrigiendo solo las inexactitudes sobre la frontera rumana-yugoslava, pero dejando en favor de la parte soviética unas islas en el brazo de Chilia (Tatarul, Coasta Dracului, Dalerul Mare, Dalerul Mic y otras). La isla de las Serpientes, conforme con ese mapa, quedaba en la parte rumana de la frontera.
El Tratado de Paz entre Rumanía y los Poderes Aliados y Asociados, firmado en París el 10 de febrero de 1947, disponía en su artículo 1, línea 2 «que la frontera rumana-soviética esta delimitada según el Acuerdo rumano-soviético de 28 de junio 1940...»" El Tratado de Paz de París, no fue como los Tratados de Versalles (firmados después de la Primera Guerra Mundial), que establecían una descripción detallada de las fronteras de Rumanía, y el tratado suscrito después de la Segunda Guerra Mundial no dejó una frontera bien delimitada entre Rumanía y la URSS. 
Aunque dicho acuerdo soviético-rumano fue en realidad un ultimátum (por su carácter unilateral) suscrito de acuerdo con el Pacto Ribbentrop-Mólotov, firmado en Moscú en 1939, dejó la isla de las Serpientes como una posesión de Rumanía. 
La placa continental que rodea la isla y la delimitación marítima fueron objeto de un largo litigio ante la Corte Internacional de Justicia, que dictó sentencia el 3 de febrero de 2009 estableciendo las fronteras marítimas entre Rumanía y Ucrania.

### Ocupación durante la invasión rusa de Ucrania
La isla fue tomada bajo el control ruso después de un enfrentamiento entre las Fuerzas Armadas de Rusia y las Fuerzas Armadas de Ucrania, que tuvo lugar el 24 de febrero de 2022 durante la invasión de Ucrania de 2022. El resultado fue la caída de la isla a manos de la Armada rusa. Inicialmente, fuentes del gobierno ucraniano declararon la muerte de los trece guardias ucranianos que se negaron a rendirse. El Servicio Estatal de Guardia Fronteriza de Ucrania anunció posteriormente, que los guardias podrían haber sido capturados, basándose en informes rusos que indicaban que se trataba de 82 guardias, que se rindieron y estaban detenidos como prisioneros de guerra en Sebastopol. El 28 de febrero de 2022, la Armada de Ucrania publicó en su página de Facebook que todos los guardias fronterizos de la isla estaban vivos y detenidos por la Armada de Rusia. El 30 de junio Ucrania retomó el control de la isla.